# Upton-upon-Severn
Upton-upon-Severn è un paese di 3 000 abitanti della contea del Worcestershire, in Inghilterra.
La città è famosa per aver dato i natali a Nigel Mansell, campione di Formula 1.